# Villa Cyrnos

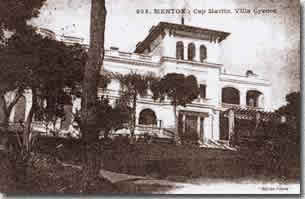
Het huis, gefotografeerd in 1912

Villa Cyrnos is een villa in belle-époque-stijl in Roquebrune-Cap-Martin aan de Côte d'Azur. Het gebouw werd ontworpen door de Deense architect Hans-Georg Tersling.
De villa, waarvan de naam is ontleend aan de oud-Griekse benaming voor Corsica, werd in 1892 opgetrokken voor Eugénie de Montijo, de echtgenote van Napoleon III en de laatste keizerin-gemaal van Frankrijk.. Zowel Sisi, keizerin Elisabeth van Oostenrijk als Victoria van het Verenigd Koninkrijk behoorden tot Eugénies vriendenkring en bezochten de villa jaarlijks.
In 1920 werd de villa geërfd door Marie-Laetitia Bonaparte, die tijdens haar weduwschap een enigszins schandaleuze relatie onderhield met Norberto Fischer, een twintig jaar jongere militair. Hij was de enige erfgenaam en kwam in 1926 in bezit van het huis. Vanaf 1928, sinds zijn huwelijk met operazangeres Vina Bovy, woonde hij er tot zijn dood in 1950. In 1960 verkocht Bovy het huis.